# Paul Genuys
Paul Genuys, né le 23 août 1937 à Paris où il est mort le 15 décembre 1937, est un architecte français. Il est le fils de Charles Genuys, architecte et professeur à l'École des arts décoratifs de Paris,.

## Biographie
Paul-Louis Genuys suit une formation à l'École des beaux-arts de Paris ainsi qu'à l'École des arts décoratifs, où il est notamment élève de son père. Il obtient son diplôme d'architecte en 1906. Membre de la Société des architectes diplômés par le gouvernement (SADG), il en démissionne en 1933 pour protester contre les conditions défavorables réservées aux diplômés de l'École des arts décoratifs.
Dès 1905, il intègre le service des Monuments historiques, où il travaille au classement des objets mobiliers. Il se présente au concours d'architecte en chef des Monuments historiques en 1913, concours reporté à 1920 en raison de la Première Guerre mondiale. Après sa réussite, il est nommé successivement architecte en chef des monuments historiques pour les départements des Hautes-Pyrénées, de la Drôme, des Basses-Alpes des Hautes-Alpes, de la Loire-Atlantique, du Finistère (1921), de l'Eure (1925), ainsi que pour les arrondissements de Versailles, Rambouillet (1926), Soissons (1933) et Château-Thierry (1936). Il intervient également à Paris, notamment à l'hôtel de Sully et à l'École militaire de Paris (1937). Il est responsable de restaurations importantes, telles que celles des châteaux de Nantes, de Goulaine et de Maisons-Laffitte.
En 1925, il participe à l’Exposition internationale des arts décoratifs et industriels modernes, pour laquelle il conçoit l’école du Village français. Outre ses travaux de restauration, il réalise plusieurs édifices privés, dont des villas, ainsi que la gare de Dreux, construite en 1932 dans un style évoquant le manoir, mêlant brique, pierre et ardoise. La même année, il construit une villa pour M. Marquet de Vasselot, conservateur du musée de Cluny, dans le lotissement de la villa Madrid à Neuilly-sur-Seine.
À partir de 1912, Paul-Louis Genuys enseigne le dessin géométrique à l’École nationale des arts décoratifs. Il succède à son père à la tête de l’enseignement en 1921 et dirige l’atelier de composition architecturale jusqu’à sa mort en 1937,.

## Principales réalisations
- Gare de Dreux (1923)[9].

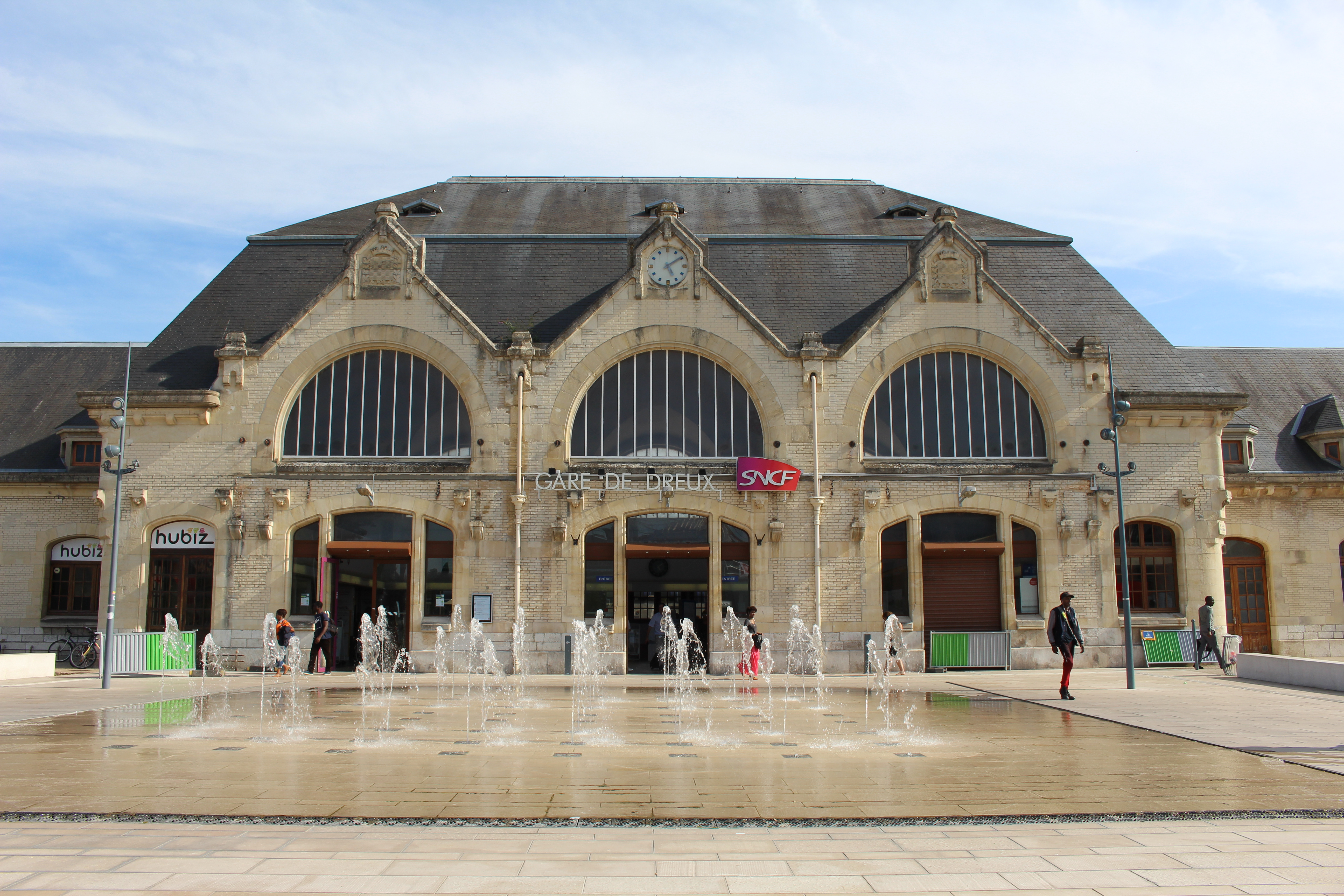
Gare de Dreux (Eure-et-Loir).

- École du Village français à l'Exposition des Arts décoratifs, (1925)[10],[11].
- Restauration du château de Goulaine, Loire-Atlantique  Inscrit MH (1992)[6].
- Restauration du château des Ducs de Bretagne, Loire-Atlantique, Nantes  Classé MH (1840)[6].
- Restauration de la cathédrale Saint-Pierre-et-Saint-Paul de Nantes  Classé MH (1862)[6].
- Restauration du musée de Cluny, Paris  Classé MH (1846)[6].